# Chersoiulus ciliatus
Chersoiulus ciliatus är en mångfotingart som beskrevs av Pius Strasser 1938. Chersoiulus ciliatus ingår i släktet Chersoiulus och familjen kejsardubbelfotingar. Inga underarter finns listade i Catalogue of Life.